# IMEC (Interuniversity Microelectronics Centre)
El Centro Interuniversitario de Microelectrónica (imec) es una organización internacional de investigación y desarrollo que trabaja en los campos de la nanoelectrónica y las tecnologías digitales con sede en Bélgica. Luc Van den hove ha sido presidente y director ejecutivo desde 2009.
Imec aprovecha su infraestructura de I + D de última generación y su equipo de más de 5.500 empleados y científicos para actividades de I + D de semiconductores avanzados, que también incluyen escalado de sistemas, fotónica de silicio, inteligencia artificial, comunicaciones más allá de 5G y tecnologías de detección. En 2022, los ingresos de imec (P + L) ascendieron a 846 millones de euros.
En septiembre de 2016, imec se fusionó con el centro de investigación digital flamenco, iMinds.

## Visión general
Imec emplea a más de 5.500 investigadores de más de 90 países; tiene numerosas instalaciones dedicadas a la investigación y el desarrollo en todo el mundo, incluyendo 12.000 metros cuadrados de capacidad de sala limpia para el procesamiento de semiconductores. La sede de imec se encuentra en Lovaina.

## Historia
En 1982, el Gobierno flamenco estableció un programa para fortalecer la industria de la microelectrónica en Flandes. Este programa incluía la creación de un laboratorio para investigación avanzada en microelectrónica (imec), una fundición de semiconductores (antigua Alcatel Microelectronics, ahora STMicroelectronics y AMI Semiconductor,) y un programa de formación para ingenieros de diseño VLSI. Este último se ha integrado completamente en las actividades de imec.
Imec fue fundada en 1984 como una organización sin fines de lucro dirigida por el Prof. Roger Baron Van Overstraeten. El nombre imec es un acrónimo del nombre completo original: Interuniversitair Micro-Electronica Centrum VZW. Está supervisado por una junta directiva que incluye delegados de la industria, universidades flamencas y el gobierno flamenco. Desde 1984, imec ha sido liderada por Roger Van Overstraeten, Gilbert Declerck (a partir de junio de 1999) y Luc Van den Hove (a partir de julio de 2009).
En febrero de 2016, se anunció que imec se fusionaría con el centro de investigación digital flamenco, iMinds. La fusión se concretó el 21 de septiembre de 2016.
En 2019, los ingresos (P&L) del imec ascendieron a 640 millones de euros.

## Escalado de semiconductores avanzado
Imec es conocido por su experiencia en el encogimiento de circuitos y la aplicabilidad de la nanotecnología en nuevas industrias. En 2015, The New York Times declaró que imec había ayudado a desarrollar técnicas para producir algunos de los chips más pequeños y sofisticados del mundo y el centro era considerado un líder mundial en investigación de nanoelectrónica.
En diciembre de 2022, imec firmó un acuerdo de cooperación con la nueva empresa japonesa Rapidus para la producción de chips semiconductores de proceso de 2 nm.

## Energía
Imec realiza investigaciones en energía inteligente,] que van desde desarrollar formas de planificar, implementar y administrar redes eléctricas inteligentes de manera activa y rentable hasta mejorar la eficiencia, producción y costo de almacenamiento de energía (solar). Se han realizado avances considerables en las tecnologías de celdas solares y baterías de estado sólido.
Junto con KU Leuven, VITO y UHasselt, imec estableció un centro de I + D separado para realizar investigaciones en energía sostenible e sistemas de energía inteligentes. El proyecto se llama EnergyVille y emplea a 400 investigadores cuyo trabajo se centra en seis dominios interdisciplinarios: celdas fotovoltaicas, almacenamiento eléctrico y térmico, control y conversión de energía, redes eléctricas y térmicas, edificios y distritos, estrategias y mercados.

## Inteligencia artificial
Imec realiza investigaciones avanzadas en inteligencia artificial y fue galardonado con 750.000 USD dos veces en 2019 por DARPA en una competencia de aprendizaje automático.
En un informe de 2017, The Financial Times nombró al chip neuromórfico autodidacta de imec como uno de los cincuenta ideas que cambiarán el mundo y fue descrito por el periódico como tener el potencial de revolucionar la computación.

## IMEC Málaga
El presidente del Gobierno español anunció a mediados de octubre de 2024 que se habían asignado los primeros 100 millones de euros "para el diseño e implementación de la infraestructura científica operada por el IMEC" en Málaga. Esta ciudad andaluza se ha posicionado en le últimos años como el Hub español referente en los campos de  tecnología, analítica e inteligencia artificial.